# Балашове (Роздільнянський район)
Балашо́ве — село в Україні, у Захарівській селищній громаді Роздільнянського району Одеської області. Населення становить 119 осіб.

## Історія
17 липня 2020 року, в результаті адміністративно-територіальної реформи та ліквідації Захарівському району, село увійшло до складу Роздільнянського району.

## Населення
Згідно з переписом 1989 року населення села становило 120 осіб, з яких 53 чоловіки та 67 жінок.
За переписом населення 2001 року в селі мешкало 118 осіб.

### Мова
Розподіл населення за рідною мовою за даними перепису 2001 року:
| Мова       | Відсоток |
| ---------- | -------- |
| українська | 95,8 %   |
| молдовська | 3,36 %   |
| болгарська | 0,84 %   |